# Giovanni d'Inghilterra
Giovanni Plantageneto, Giovanni d'Inghilterra o Giovanni Senzaterra (in inglese: John Lackland o Softsword; in francese antico: Johan sanz Terre; Oxford, 24 dicembre 1166 – Newark-on-Trent, 19 ottobre 1216), fu re d'Inghilterra dal 6 aprile 1199 al 1216, e di fatto ultimo vero sovrano teocratico. Nello stesso periodo fu anche duca d'Aquitania e Guascogna e conte di Poitiers. Dal 1199 al 1203 fu conte del Maine e duca di Normandia.
Durante il suo regno, rivendicando una concezione sacra della monarchia, sovrano per diritto divino responsabile del suo operato solo davanti a Dio, Giovanni volle instaurare una monarchia teocratica con nuove imposizioni e spoliazioni, ma lo fece in modo troppo evidente e questa politica assolutista suscitò la ribellione di ecclesiastici, baroni, cavalieri e ceti urbani decisi ad affermare i propri diritti di libertà statuiti dai reciproci obblighi feudali. Perse il Ducato di Normandia a favore del re Filippo II di Francia a cui seguì il crollo della maggior parte dell'impero angioino contribuendo alla successiva affermazione del potere della dinastia Capetingia nel corso del XIII secolo. Verso la fine del suo regno, una rivolta baronale portò alla sigillatura della Magna Carta, un documento che talvolta viene considerato il passo iniziale nell'evoluzione della costituzione del Regno Unito, che impediva alla monarchia inglese di degenerare nell'assolutismo ed esigere l'obbedienza incondizionata.
Inizialmente non venne previsto che Giovanni, il più giovane dei cinque figli del re Enrico II d'Inghilterra e della duchessa Eleonora d'Aquitania, potesse ereditare terre significative. Tuttavia, a seguito del fallimento della rivolta capeggiata dai suoi fratelli maggiori, Giovanni divenne il figlio prediletto del padre Enrico, che lo nominò Signore dell'Irlanda nel 1177 e gli conferì terre in Inghilterra e nel continente. I fratelli maggiori di Giovanni - Guglielmo, Enrico e Goffredo - morirono giovani e, quando Riccardo divenne re, nel 1189, Giovanni fu un suo potenziale erede al trono. Già durante l'assenza di Riccardo, impegnato nella terza crociata, egli tentò infruttuosamente di ribellarsi contro i reggenti per conquistare il potere. Dovette aspettare tuttavia la morte di Riccardo, avvenuta nel 1199, per essere proclamato re d'Inghilterra giungendo anche a un accordo con Filippo II di Francia, che gli riconobbe il possesso delle terre angioine continentali grazie al trattato di pace di Le Goulet, stipulato nel 1200.
Quando scoppiò nuovamente la guerra con la Francia, Giovanni ottenne subito alcune vittorie, ma la mancanza di risorse militari e del supporto dei nobili normanni, bretoni e angioini determinò la perdita, avvenuta nel 1204, delle sue terre nella Francia settentrionale. Giovanni trascorse, quindi, gran parte del decennio successivo nel tentativo di riconquistare questi possedimenti, aumentando gli introiti delle tasse, riformando le forze armate e ricostruendo le alleanze continentali. Le riforme giudiziarie promosse da Giovanni ebbero un impatto duraturo sul diritto inglese, oltre a fornire un'ulteriore fonte di entrate. Una diatriba con papa Innocenzo III gli costò una scomunica nel 1209 che, tuttavia, venne ritirata quando si risolse la disputa quattro anni più tardi. Nel 1214, la sconfitta nella battaglia di Bouvines mise fine ai tentativi di Giovanni di sopraffare il re francese Filippo. Quando fece ritorno in Inghilterra, dovette anche affrontare una ribellione di molti dei suoi baroni, contrariati dalle sue politiche fiscali e dal trattamento che aveva riservato a molti di essi. Sebbene Giovanni e i baroni avessero accettato il trattato di pace sancito con la Magna Carta del 1215, nessuna delle due parti rispettò davvero le sue condizioni. Poco dopo scoppiò una guerra civile che vide contrapposte la fazione reale a quella dei baroni ribelli, i quali poterono contare sull'aiuto di Luigi di Francia. Alla fine del 1216 Giovanni morì di dissenteria mentre stava conducendo una campagna militare nell'Inghilterra orientale. I sostenitori di suo figlio, Enrico III, continuarono la guerra fino a ottenere, l'anno successivo, la vittoria sui baroni e sul re di Francia, ristabilendo lo status quo.
I cronisti coevi furono prevalentemente critici sull'operato di Giovanni come re e, da allora, il suo regno è stato oggetto di un significativo dibattito, in particolare a partire dal XVI secolo. Alcuni storici hanno espresso un giudizio positivo su Giovanni considerandolo "un amministratore duro, un uomo capace, un comandante capace", tuttavia altri concordano sul fatto che egli ebbe anche molti aspetti negativi, come "tratti di personalità spiacevoli e persino pericolosi", quali la meschinità, la perfidia e la crudeltà. Queste riprovevoli qualità hanno fornito un vasto materiale per gli scrittori di fantasia dell'epoca vittoriana, e Giovanni resta ancora oggi un personaggio ricorrente nella cultura popolare occidentale, soprattutto nel ruolo di cattivo nei racconti e nei film che hanno come soggetto la leggenda di Robin Hood.

## Biografia

### L'infanzia e l'eredità angioina

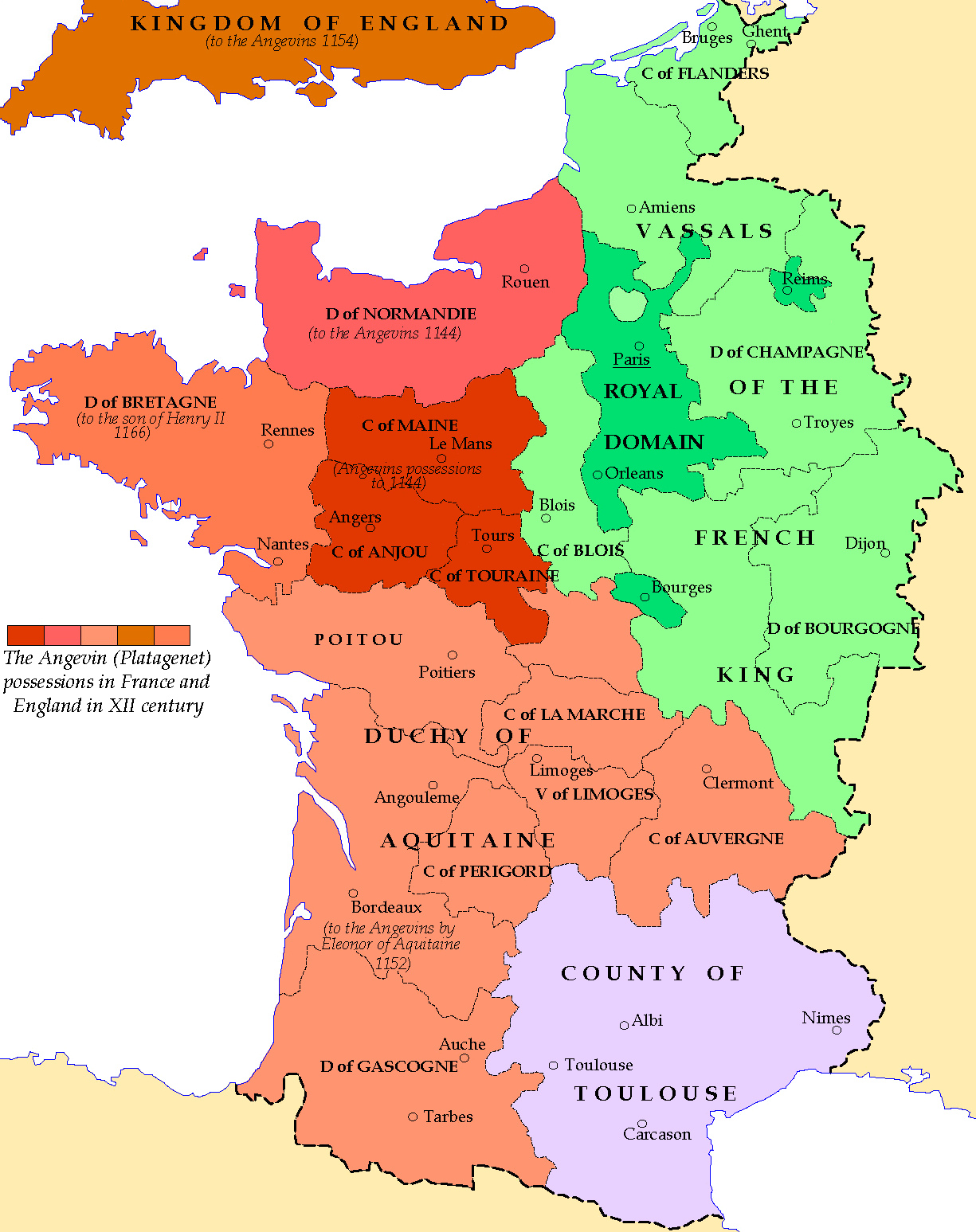
L'impero angioino continentale (in arancione) alla fine del XII secolo

Giovanni nacque il 24 dicembre 1166 figlio ultimogenito del re Enrico II d'Inghilterra e Eleonora d'Aquitania, del casato dei Plantageneti. Il padre Enrico aveva ereditato importanti e significativi territori lungo il litorale atlantico, l'Angiò, la Normandia e l'Inghilterra, che in seguito ampliò conquistando la Bretagna. Enrico sposò la potente Eleonora che regnava sul Ducato d'Aquitania e vantava anche alcune, seppur deboli, pretese su Tolosa e sull'Alvernia nella Francia meridionale, oltre a essere la ex moglie del re Luigi VII di Francia. Il risultato di queste acquisizioni fu l'Impero angioino, chiamato così in base al titolo paterno di Enrico, ovvero conte di Angiò. Tale impero era, tuttavia, intrinsecamente fragile: sebbene tutte le terre avessero giurato fedeltà a Enrico, ognuna di esse aveva la propria storia, tradizioni e struttura di governo. Alcuni dei legami tradizionali tra alcune parti di esso, come la Normandia e l'Inghilterra, si dissolsero lentamente nel tempo. A quell'epoca non fu ben chiaro cosa sarebbe successo all'impero una volta che Enrico fosse morto; l'abitudine della primogenitura, secondo cui il figlio maggiore avrebbe ereditato tutte le terre del padre, stava diventando sempre più diffusa in tutta Europa, tuttavia era una pratica meno popolare tra i re normanni d'Inghilterra. Così molti ritennero che Enrico avrebbe diviso i suoi possedimenti, assegnandone a ciascun figlio una parte sostanziale e sperando che poi essi avrebbero continuato a essere alleati dopo la sua morte. A complicare le cose, gran parte dell'Impero angioino era nelle mani di Enrico a sua volta vassallo del Re di Francia, quest'ultimo appartenente alla rivale casata dei capetingi e durante il suo regno, Enrico, si alleò spesso con l'imperatore del Sacro Romano Impero contro la Francia, rendendo ancora più fragile la relazione feudale.
Poco dopo la sua nascita, Giovanni venne affidato alla cura di una balia, una pratica frequente per le famiglie nobiliari medievali. In seguito, la madre Eleonora, partì per Poitiers, la capitale dell'Aquitania, portando Giovanni e sua sorella Giovanna a nord all'abbazia di Fontevrault. Si può ritenere che ciò sia stato fatto per avviare il figlio minore, in questo momento potenzialmente privo di eredità, verso una futura carriera ecclesiastica. Eleonora passò gli anni successivi a cospirare contro il marito Enrico e nessuno dei due genitori si occupò dell'infanzia di Giovanni. Probabilmente, come i suoi fratelli, a Giovanni venne assegnato, mentre soggiornava a Fontevrault, un magister, un insegnante responsabile della sua prima educazione; in seguito venne affidato agli insegnamenti di Rainulfo di Glanville, uno dei più importanti amministratori del regno con la carica di Gran giustiziere. Giovanni trascorse anche un po' di tempo come membro della famiglia del fratello maggiore Enrico il Giovane, dove probabilmente ricevette una formazione sulla caccia e sulla disciplina militare.
Giovanni era alto 1,68 metri, relativamente basso, con un "corpo potente, un torace a botte" e capelli rossi scuri. Appassionato di musica e di letteratura, insolitamente per il periodo, fece realizzare una biblioteca. Dedito al gioco d'azzardo, in particolare al backgammon, era anche un cacciatore provetto. In seguito Giovanni sarebbe diventato un ottimo "conoscitore di gioielli", riuscendo a costituire una grande collezione e divenne famoso per i suoi abiti opulenti e, secondo i cronisti francesi, per la sua predilezione per il vino cattivo. Una volta cresciuto, Giovanni divenne talvolta noto come "geniale, spiritoso, generoso e ospitale", in altri momenti venne descritto come geloso, eccessivamente sensibile e soggetto a crisi di rabbia.

### L'adolescenza
Nel 1173 suo padre, Enrico II, in un incontro a Montferrand con i principi della Francia meridionale, riuscì a combinare il matrimonio di Giovanni, di sei anni più giovane, con Alice (o Agnese), figlia del conte di Savoia, Umberto III, che avrebbe garantito a Giovanni il controllo dei passi alpini e il diritto di successione in Savoia. Come contropartita Enrico II aveva proposto di assegnare ai futuri sposi tre castelli: Chinon, Loudun e Mirebeau, che però erano già stati assegnati al fratello di Giovanni, Goffredo. Il secondogenito di Enrico II, Enrico il Giovane, co-reggente con il padre, rifiutò l'assenso. Ciò condusse alla ribellione di Enrico il Giovane e dei fratelli, Riccardo (Riccardo Cuor di Leone) e Goffredo, nota come Rivolta del 1173-1174.
A seguito di questa ribellione, la madre di Giovanni, Eleonora d'Aquitania, catturata nel 1173 dalle truppe realiste mentre cercava di raggiungere i tre figli ribelli a Parigi, passò l'anno di guerra prigioniera a Rouen, poi fu rinchiusa per circa quindici anni nel castello di Winchester e poi in quello di Sarum.
L'Irlanda, dopo che suo padre, Enrico II, nel 1171 aveva stipulato accordi ma non l'aveva conquistata, era stata governata da avventurieri inglesi a cui erano stati contrapposti capi locali. Nel 1185, Enrico II decise di conquistarla, affidando una grande spedizione a Giovanni, che assunse il titolo di Signore d'Irlanda nel 1177. Ma la spedizione fu un fallimento e Giovanni dovette rientrare in Inghilterra.
Nel 1188 Enrico II progettò di dare l'Aquitania al suo figlio prediletto, Giovanni, ma Riccardo, che già governava l'Aquitania per conto del padre, si oppose e si alleò al re di Francia, Filippo II Augusto. L'anno dopo, 1189, data l'alleanza di Riccardo e Filippo II, Enrico II pensò di nominare Giovanni erede al trono; allora Riccardo e Filippo II organizzarono una spedizione contro Enrico II. Il 4 luglio 1189 i soldati di Riccardo e di Filippo II sconfissero l'esercito di Enrico II a Ballans. Enrico II accettò come erede Riccardo. Due giorni dopo Enrico II, che già era malato, moriva a Chinon e Riccardo I gli succedeva come re d'Inghilterra, duca di Normandia e conte del Maine e d'Angiò. Uno dei suoi primi atti fu donare a Giovanni la contea di Mortain, in Normandia, e vaste tenute inglesi: i baronati di Gloucester (attraverso il matrimonio con Isabella di Gloucester) e di Lancaster, e le contee di Cornovaglia, Derby, Devon, Dorset, Nottingham e Somerset. In cambio Giovanni promise di allontanarsi dall'Inghilterra per tre anni. Riccardo pensava così di comprare la lealtà del fratello durante l'assenza per la Crociata.

### L'assenza di Riccardo Cuor di Leone

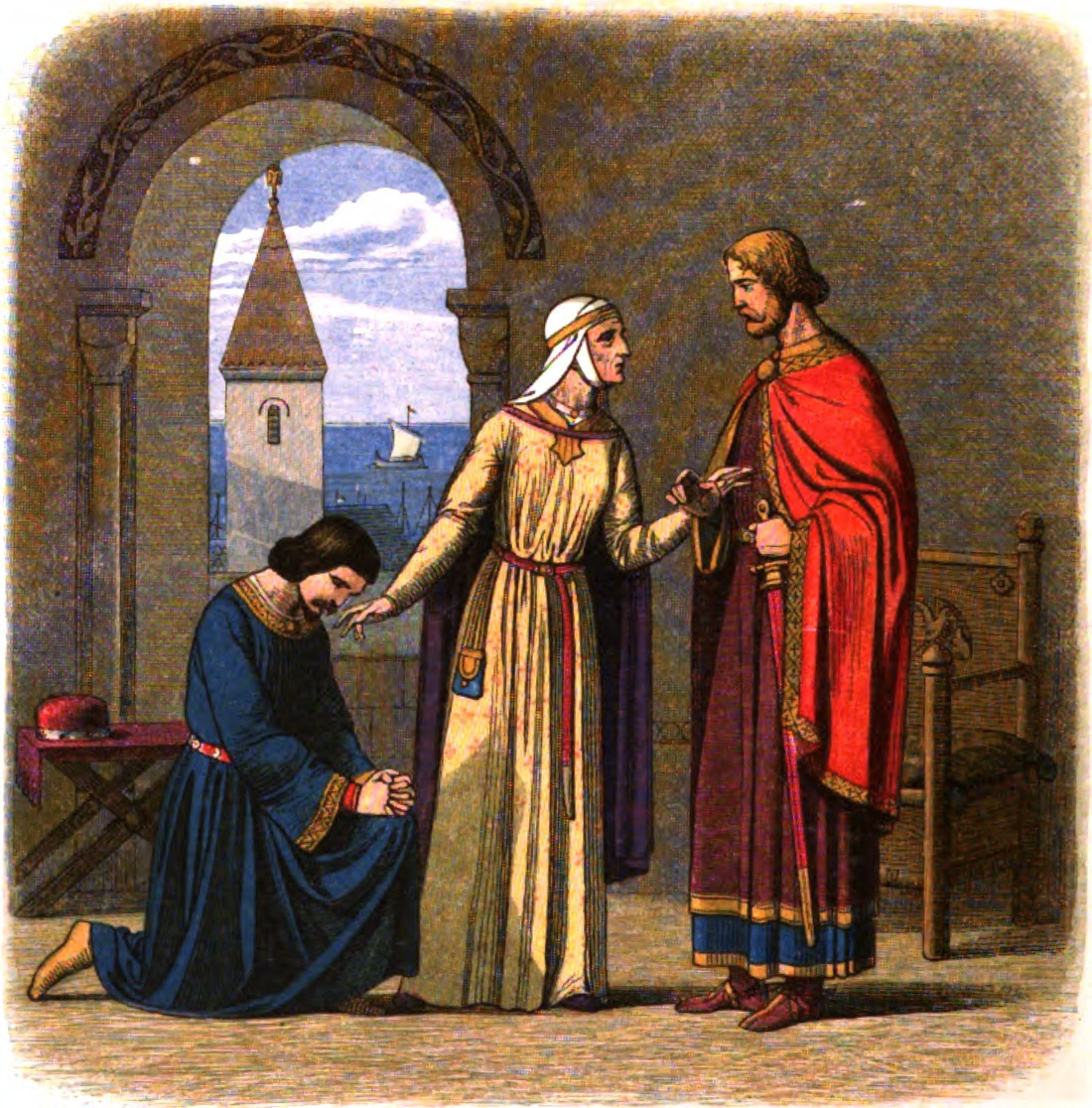
Riccardo perdona suo fratello Giovanni su richiesta della loro madre

Riccardo conferì l'incarico di cancelliere a Guglielmo di Longchamp e affidò l'autorità politica sull'Inghilterra (la carica di Giustiziere) al vescovo Ugo Puiset e a William Mandeville e partì per la Terrasanta per la Terza crociata.
Dopo poco Mandeville morì, Longchamp divenne Giustiziere e Giovanni tornò in Inghilterra grazie all'intercessione di Eleonora d'Aquitania, ponendosi a capo del movimento aristocratico. In breve entrò in conflitto con il cancelliere Guglielmo di Longchamp. All'inizio del 1192 ciò portò alla destituzione del cancelliere, che nel frattempo aveva lasciato l'Inghilterra.
Dopo la cattura di Riccardo per opera del duca d'Austria, Leopoldo V, nella primavera del 1193, Giovanni cercò di farsi eleggere re, diffondendo la notizia della morte di Riccardo. Ma quando Hubert Walter, arcivescovo di Salisbury, portò la notizia che Riccardo era vivo, la posizione di Giovanni si fece delicata; diversi funzionari si recavano in Germania per ricevere ordini da Riccardo e i baroni normanni tagliarono le relazioni con Giovanni. Una volta scoperti i suoi piani per resistere sul trono d'Inghilterra, Giovanni si rifugiò presso la corte di Francia fin da prima del rilascio di Riccardo. Al suo arrivo in Inghilterra, Riccardo trovò il regno gestito da Hubert Walter, che fu nominato cancelliere e Gran Giustiziere.
Già dalla Normandia, dove si trovava alla fine del 1194, Riccardo diseredò Giovanni confiscandogli tutti i beni, che passarono alla corona, e confermò suo erede il nipote, figlio di suo fratello Goffredo, Arturo I duca di Bretagna. Ma alla morte di Riccardo, il 6 aprile 1199, Arturo ottenne solo l'Angiò, mentre Giovanni gli subentrò come re d'Inghilterra, duca di Normandia, d'Aquitania e di Guascogna e conte del Maine.

### Il regno di Giovanni
Subito dopo l'incoronazione, il giorno di Pentecoste del 1199, Giovanni confermò come cancelliere Hubert Walter e come gran Giustiziere Geoffrey FitzPeter, I conte di Essex, subentrato a Walter l'anno prima, i quali, lavorando di buon accordo, segnarono i primi sei anni di regno di Giovanni. Una delle prime mosse fu l'abbandono (finanziario) del nipote, Ottone, che Riccardo aveva aiutato a far eleggere Re dei Romani; Giovanni si rifiutò inoltre di consegnare a Ottone i gioielli lasciatigli in eredità da Riccardo, appellandosi al trattato di Le Goulet.

#### Lotta con il nipote Arturo e difesa dell'Aquitania
Alla morte di Riccardo, mentre Inghilterra e Normandia si erano pronunciate per Giovanni, l'Aquitania si era raccolta attorno alla regina madre, quasi ottantenne, Eleonora d'Aquitania, il Maine, l'Angiò e la Turenna si pronunciarono per il duca di Bretagna, Arturo. Il re di Francia Filippo II, che con il trattato di Le Goulet aveva ottenuto da Giovanni il Vexin e la città di Gisors, si fece garante di Arturo, preso sotto la sua protezione, per la Bretagna e l'Angiò e assegnò tutti gli altri feudi a Giovanni, che si riconobbe vassallo del re di Francia per tutti i feudi francesi. Nel corso del 1202, Giovanni fu dichiarato vassallo ribelle dalla corte di Parigi e Filippo si mosse per togliergli i feudi; Giovanni si lamentò del fatto che il suo signore cercasse di spogliarlo della sua eredità.
Nel contempo anche Arturo, che Filippo II aveva investito di tutti i feudi francesi tranne la Normandia, si era mosso e aveva assediato la nonna, Eleonora, nel castello di Mirebeau, quando fu sorpreso dallo zio Giovanni, catturato e imprigionato, prima a Falaise e poi a Rouen, dove probabilmente fu fatto uccidere, il 3 aprile 1203. I bretoni insorsero, e a loro si unirono i baroni del Maine, dell'Angiò e della Turenna; Filippo II intervenne e, in poco più di un anno, le tre contee erano nelle sue mani, cosicché l'Aquitania e la Normandia ora erano separate.
Dopo l'omicidio di Arturo, anche in Normandia si ebbero defezioni, per cui, tra il 1203 e il 1204, Giovanni perse anche la Normandia per opera di Filippo II. Dopo aver predisposto la difesa dell'Inghilterra da un eventuale attacco di Filippo II, Giovanni sbarcò a La Rochelle il 7 giugno 1206 dirigendosi in Guascogna, dove alcuni rivoltosi, con l'appoggio dei vescovi, si erano rinchiusi nel castello di Montauban; presa Montauban, Giovanni si diresse verso il Poitou, dove stipulò una tregua con Filippo II.

#### Rapporti con gli ebrei
Mentre gli ebrei erano stati perseguitati nei primi anni di regno di Riccardo, e il lord cancelliere Hubert Walter aveva stabilito il controllo del governo sui loro affari, Giovanni concedette loro nel 1201 ampi privilegi, in cambio di un considerevole sussidio (4 000 marchi) al suo perenne stato di bisogno: gli ebrei sarebbero stati protetti, per quanto possibile, dalle rivolte popolari, come già avvenuto, avrebbero vissuto in quartieri loro riservati protetti dai castellani reali e avrebbero avuto il diritto di essere giudicati dai loro pari. Ciò permise agli ebrei di estendere le loro attività, diventando i finanziatori dei baroni in difficoltà.
Ma nel 1210, conoscendo bene i loro affari, Giovanni pretese una tassa di 66 000 marchi e iniziò ad angariarli. I privilegi acquisiti avevano isolato gli ebrei che, oltre a essere alla mercé del re Giovanni, nei periodi di crisi, come durante la guerra baronale, venivano attaccati in quanto amici del re.

#### Scontro con il papa

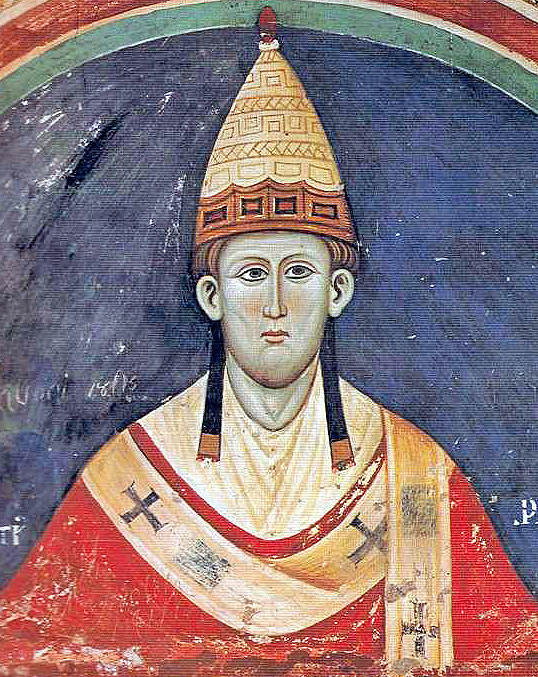
Papa Innocenzo III

Hubert Walter, che oltre che lord cancelliere era anche arcivescovo di Canterbury, morì il 13 luglio e furono eletti due nuovi arcivescovi: il vicepriore di Canterbury, Reginaldo, appoggiato dai vescovi e John de Gray, voluto da Giovanni. Papa Innocenzo III intervenne, annullando l'elezione di Gray. Allora Giovanni propose, promettendo di conformarsi all'elezione di un inglese, che, da parte di una commissione di sedici elettori accreditati, venisse fatta una nuova elezione, alla presenza del papa; Innocenzo III convinse i monaci a eleggere un eminente studioso, Stephen Langton. Giovanni non accettò e il papa colpì il regno con l'interdetto, nel 1207, tenendolo però segreto, nella speranza di un accordo, che non venne; allora Innocenzo, in giugno, consacrò Langton, ma Giovanni rifiutò di incontrarlo. Nel gennaio 1208 Giovanni iniziò le trattative con il vescovo di Londra, depositario dell'interdetto, ma in marzo, fallite le trattative, l'interdetto fu reso pubblico e i vescovi fedeli al papa lasciarono il paese.
Giovanni rispose confiscando tutti i beni della Chiesa inglese e affidandoli all'amministrazione degli sceriffi, mentre, con le chiese sprangate, i cimiteri abbandonati e le campane silenziose, tutti gli ecclesiastici, a parte qualche battesimo e l'assistenza ai moribondi, nelle case private, non solo non avevano nulla da fare, ma erano considerati fuori legge e potevano subire oltraggi. Nel 1209, Giovanni venne colpito anche da scomunica, per cui venne abbandonato da tutti i vescovi (meno i vescovi di Winchester, Pietro de Roches, e di Norwich, John de Gray) che ancora parteggiavano per lui. Comunque il legato pontificio, Pandolfo Verraccio, riuscì a portare avanti una trattativa che fu coronata da successo, nel 1213, dopo che un'alleanza tra Filippo II Augusto e Innocenzo III avrebbe permesso al re francese un'invasione dell'Inghilterra. Tra la sottomissione al papa e una guerra, con i suoi sudditi scoraggiati, Giovanni scelse la sottomissione e si riconobbe vassallo del Papa. Dovette pubblicamente umiliarsi al cospetto del messo pontificio, per vedersi restituite le sue spogliate prerogative dei diritti sovrani inglesi sotto forma di concessione papale.

#### Rapporti con il regno di Scozia
I rapporti con il re di Scozia, Guglielmo I il Leone furono buoni sin dall'inizio, quando, nel 1200, a Lincoln, Guglielmo I il Leone rese omaggio a Giovanni, così, nel 1209, dopo la scomunica, con un certo numero di concessioni, Giovanni scongiurò un'invasione da parte degli scozzesi; dopo che Guglielmo aveva reclamato le tre contee settentrionali dell'Inghilterra e Giovanni stava radunando l'esercito si arrivò a un accordo: Giovanni abbandonò la fortificazioni di Tweedmouth, sul confine, in cambio di 13 000 marchi, a rate (puntualmente pagate), ricevette ostaggi in Inghilterra, tra cui le due sorelle di Guglielmo, che Giovanni avrebbe convenientemente maritate e infine il figlio di Guglielmo, Alessandro, rese omaggio a Giovanni per i castelli e le fortificazioni di cui sopra. Guglielmo rinnovò il trattato, nel 1212, continuando a lasciare gli ostaggi nelle mani di Giovanni e in quello stesso anno, inviò un esercito che agli ordini di Giovanni avrebbe dovuto attaccare Llyvelyn, re di Snowdonia, nel Galles. Ma la guerra fu evitata perché Llyvelyn, non fidandosi della lealtà degli altri principi gallesi, preferì trovare un accordo con Giovanni.

#### Scontro con il re di Francia

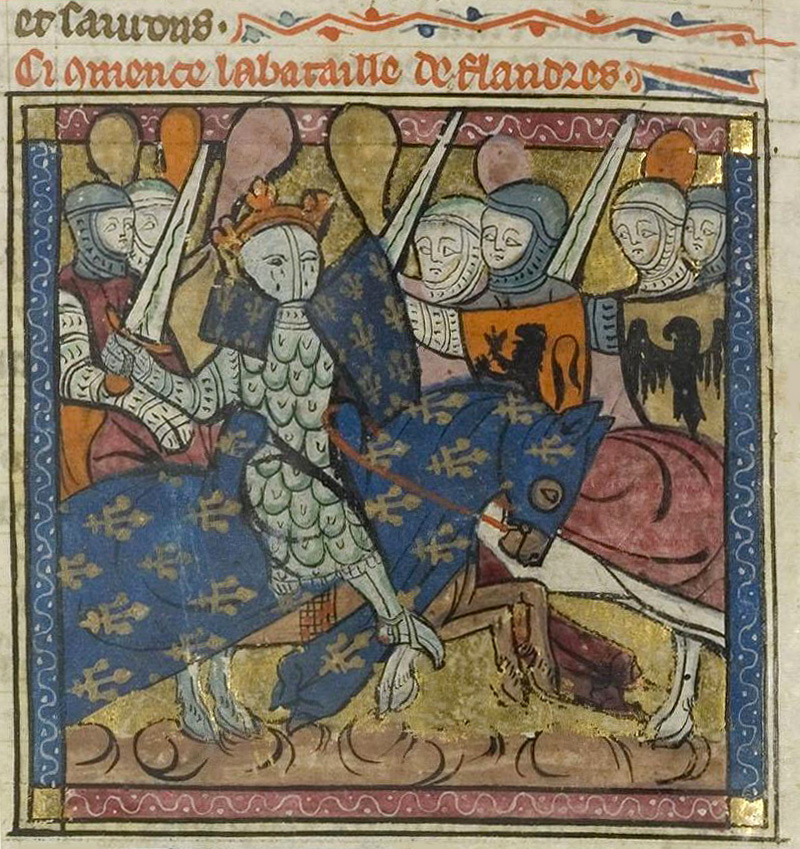
Battaglia di Bouvines in una miniatura del XIV secolo

Nel 1213, dopo avere stretto un'alleanza con l'imperatore Ottone IV, Giovanni decise di riconquistare i possedimenti inglesi in terra francese e per fare ciò, era riuscito a conquistarsi la simpatia di nobili e cavalieri del Nord della Francia e dei Paesi Bassi, tra cui il conte delle Fiandre e il conte di Boulogne, oltre che diversi cavalieri del Poitou e infine il suo parente, il conte di Tolosa, Raimondo VI. Mentre il re di Francia stava preparando una grande flotta per l'invasione dell'Inghilterra, nell'estate dello stesso anno, la flotta inglese sorprese e distrusse parte della flotta francese nel porto fiammingo di Damme.
L'anno successivo, mentre Giovanni dal porto di La Rochelle avanzava lungo la Loira, i suoi alleati (l'imperatore e tutte le contee del Nord-est) attaccarono dalle Fiandre, ma subirono una pesante sconfitta dall'esercito di Filippo e da quello del giovane Federico II, suo alleato, nella battaglia di Bouvines del luglio 1214. Giovanni, disperato e deluso, in ottobre, dovette fare ritorno in Inghilterra.

#### Scontro con i baroni inglesi

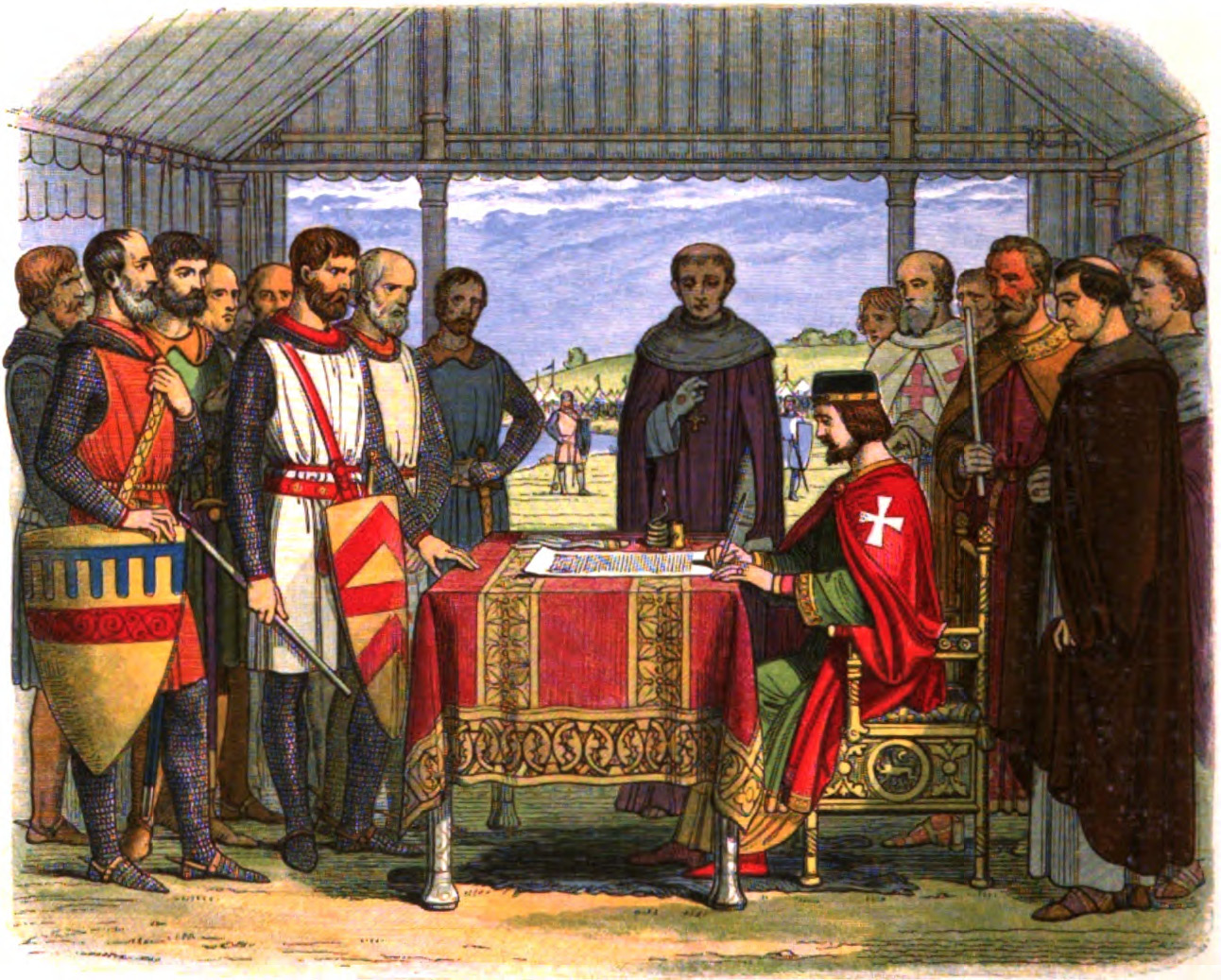
Giovanni d'Inghilterra firma la Magna Carta

Al suo ritorno i baroni, approfittando del momento di debolezza, su consiglio dell'arcivescovo, Stephen Langton, che si ispirò allo statuto delle libertà emanato da Enrico I d'Inghilterra, nel 1100, si unirono affinché firmasse un documento che sanciva e ampliava i loro diritti e riduceva il potere del regnante d'Inghilterra, riportandolo nei confini della monarchia feudale, sovrano legato ai vassalli da obblighi e responsabilità, quindi limitato nella sua sola volontà per il rispetto degli accordi. Così fu costretto dalla rivolta dei baroni a porre il sigillo sul documento, la Magna Carta Libertatum, il 15 giugno 1215.
Papa Innocenzo III non gradì e annullò con una bolla pontificia la Magna Carta in nome della difesa della sovranità della Chiesa, coincidente con quella del sovrano, il quale gli aveva prestato omaggio feudale per riceverne l'investitura su Inghilterra e Irlanda. Giovanni da questo documento papale che scomunicava gli avversari riacquistò prestigio e, dopo aver chiesto e ottenuto dal papa lo scioglimento dal vincolo del giuramento alla Carta che dichiarava gli fosse stato estorto con le minacce, sostenuto da alcuni nobili, come Guglielmo il Maresciallo, entrò in una vera e propria guerra civile contro i baroni nei suoi territori. Staccati così da Langton, i ribelli occuparono Londra e offrirono il trono al figlio di Filippo II Augusto, Luigi, che invase l'Inghilterra e venne proclamato re nel maggio 1216 e venne, poi, incoronato nella cattedrale di Saint Paul, ricevendo l'omaggio di molti nobili e anche quello del re Alessandro II di Scozia.

### La morte

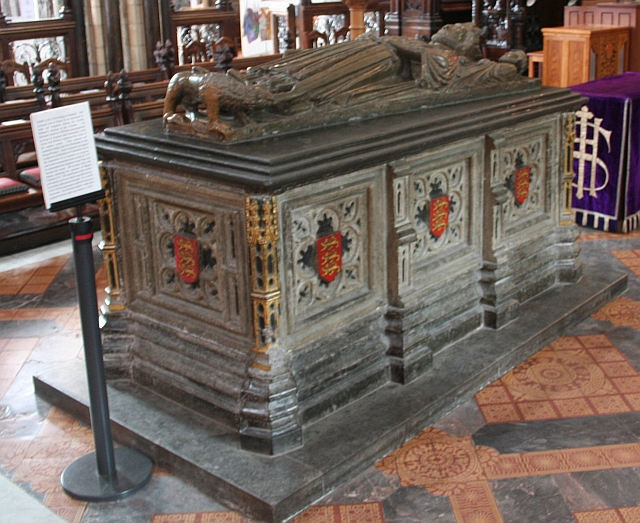
La tomba di Giovanni.

Giovanni riprese spietatamente la lotta, che stava volgendo a suo favore, anche per le titubanze del francese, quando lo colse improvvisamente la morte nel castello di Newark, nel Nottinghamshire, per un acuto attacco di dissenteria, il 19 ottobre del 1216, mentre la guerra con i baroni era in corso. Come aveva chiesto, Giovanni fu tumulato nella cattedrale di Worcester.
A Giovanni successe il figlio minorenne Enrico, che divenne Enrico III sotto la tutela di Guglielmo il Maresciallo, il quale, dopo la vittoria nella battaglia di Lincoln contro i francesi, e il successivo trattato di Lambeth del 1217 siglato con Luigi (il futuro Luigi VIII), mise fine alla prima guerra baronale e segnò la rinuncia definitiva di Luigi di Francia al trono inglese.

## Ritratto

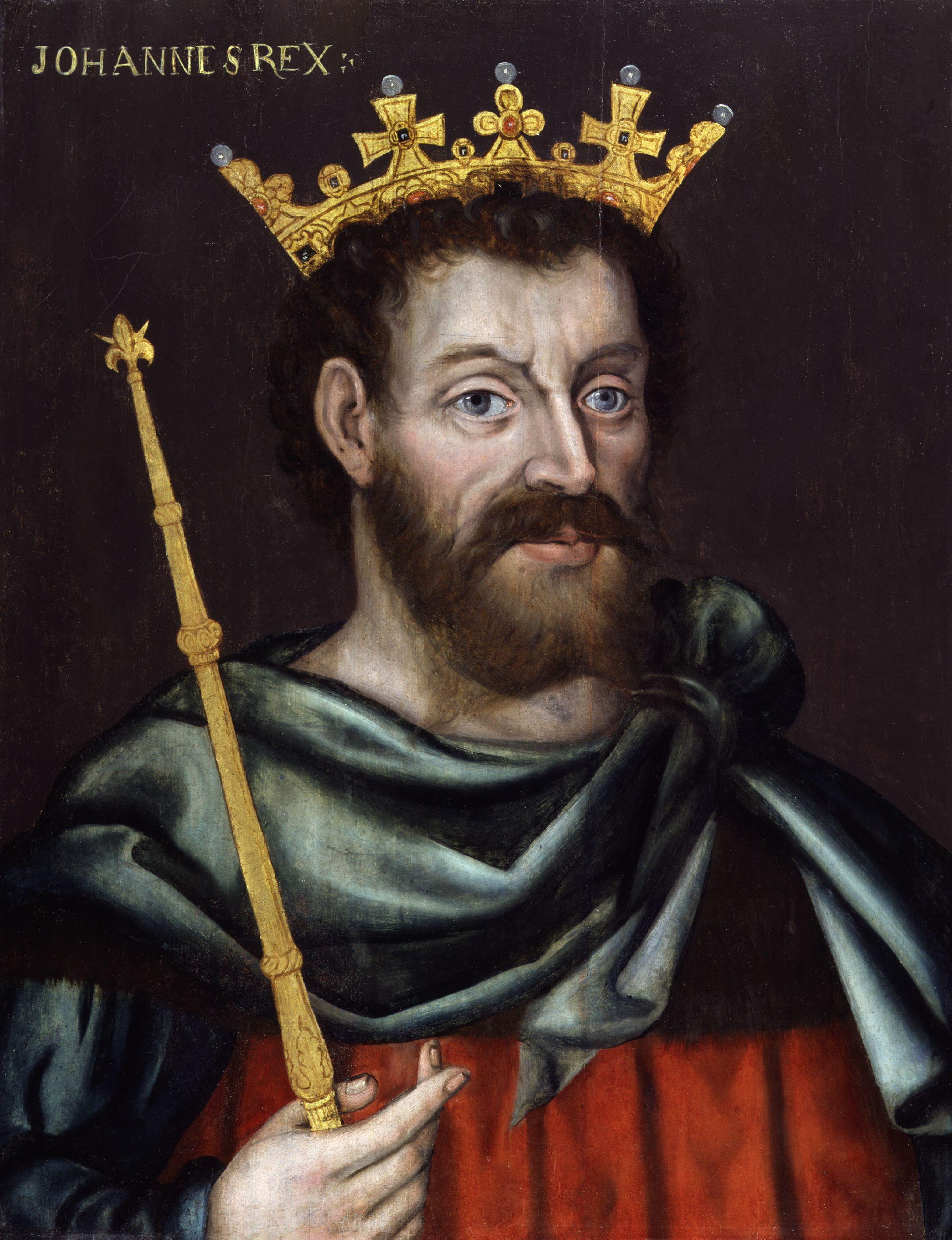
Giovanni d'Inghilterra

Le descrizioni che ci hanno lasciato i suoi contemporanei lo dipingono come un uomo di media statura, pingue, con il volto ovale con gli occhi a mandorla e le labbra tumide; da giovane aveva una folta capigliatura ricciuta ma invecchiando divenne calvo. Amava oziare, indossare abiti eleganti, gustare cibi prelibati, sorseggiare vini pregiati, circondarsi di musicisti, belle donne e compagni divertenti con cui intrattenersi, era un ospite amabile e un arguto conversatore. I filosofi antichi avrebbero definito il temperamento di Giovanni melanconico: alternava lunghi periodi di cupa apatia a brevi momenti di delirante esaltazione che talvolta lo spingevano a eccessi di crudeltà sanguinaria.
Nonostante i suoi problemi psicologici, quando era lucido Giovanni era un uomo piuttosto astuto, perspicace ed eloquente; scettico e cinico, si dimostrò tanto abile nel guadagnarsi la simpatia e la fiducia degli altri quanto nel tradirla. Giovanni era dotato anche di alcune capacità che gli hanno accattivato la simpatia di qualche storico moderno: si interessò da vicino, curandone i particolari, alle questioni giuridiche, agli affari di governo e, nonostante la perdita della Normandia, diede impulso al commercio. Sebbene Giovanni fosse dotato di buone competenze giuridiche e amministrative, si dimostrò incapace di gestire i rapporti umani, tanto con i suoi sudditi quanto con gli altri potenti con pesanti ripercussioni sul regno.

## Matrimoni e discendenza
La vita amorosa di Giovanni Senzaterra fu piuttosto animata e turbolenta: oltre alle due mogli (il primo matrimonio fu annullato) Giovanni ebbe numerose amanti.
- Nel 1189 Giovanni sposò Isabella di Gloucester, figlia ed erede di Guglielmo FitzRobert, 2º conte di Gloucester.[N 15] La coppia non ebbe figli e il matrimonio fu annullato per consanguineità poco prima o poco dopo l'ascesa al trono di Giovanni, che ebbe luogo il 6 aprile 1199, per cui Isabella non fu mai chiamata regina.[N 16]
- Giovanni sposò[N 17] quindi il 24 agosto 1200, Isabella d'Angoulême (1186-1246), figlia di Ademaro III Tagliaferro, conte di Angoulême. Da Isabella Giovanni ebbe cinque figli:
  - Enrico (1207-1272), che divenne re d'Inghilterra con il nome di Enrico III;
  - Riccardo, 1º conte di Cornovaglia (1209-1272);
  - Giovanna (1210–1238), che sposò Alessandro II di Scozia diventando così regina consorte di Scozia
  - Isabella (1214–1241), che sposò l'imperatore Federico II;
  - Eleonora (1215–1275), che sposò in prime nozze Guglielmo il Maresciallo, 2º conte di Pembroke, successivamente Simone di Montfort, 6º conte di Leicester.

Giovanni ebbe inoltre numerosi figli illegittimi.
- da un'amante chiamata Clemence:
  - Giovanna del Galles, moglie del principe gallese Llywelyn Fawr;
- da sua cugina Adela, figlia dello zio Hamelin de Warenne:
  - Riccardo Fitz Roy[18];
- da un'amante chiamata Hawise:
  - Oliver FitzRoy[18], che accompagnò il legato del papa, Pelagio, a Damietta nel 1218 e che non fece più ritorno;
- da una o più amanti non note:
  - Geoffrey FitzRoy[18], che andò nel 1205 con una spedizione in Poitou e vi morì;
  - John FitzRoy[18], chierico nel 1201;
  - Henry FitzRoy[18], morto nel 1245;
  - Osbert Gifford, al quale furono assegnate terre nell'Oxfordshire, Norfolk, Suffolk, e Sussex, e di cui si sa fosse vivo almeno fino al 1216;
  - Eudes FitzRoy[18], che accompagnò il fratellastro Riccardo di Cornovaglia nella crociata e morì in Terra Santa nel 1241;
  - Bartholomew FitzRoy[18], membro dell'Ordine dei Frati Predicatori (domenicani);
  - Maud FitzRoy[18], badessa di Barking, deceduta nel 1252;
  - Isabel FitzRoy[18], moglie di Richard Fitz Ives;
  - Philip FitzRoy[18], di cui si sa fosse vivo almeno fino al 1263.

## Ascendenza
|                          |                          |                                     | Genitori                      |  |  | Nonni |  |  | Bisnonni        |  |  | Trisnonni        |  |
|                          |                          |                                     |                               |  |  |       |  |  | Folco V d'Angiò |  |  | Folco IV d'Angiò |  |
|                          |                          |                                     |                               |  |  |       |  |  | Folco V d'Angiò |  |  | Folco IV d'Angiò |  |
|                          |                          | Bertrada di Montfort                |                               |  |  |       |  |  | Folco V d'Angiò |  |  |                  |  |
| Goffredo V d'Angiò       |                          |                                     |                               |  |  |       |  |  | Folco V d'Angiò |  |  |                  |  |
|                          |                          | Eremburga del Maine                 | Elia I del Maine              |  |  |       |  |  |                 |  |  |                  |  |
|                          |                          | Eremburga del Maine                 | Elia I del Maine              |  |  |       |  |  |                 |  |  |                  |  |
|                          |                          | Eremburga del Maine                 | Matilda di Château-du-Loir    |  |  |       |  |  |                 |  |  |                  |  |
| Enrico II d'Inghilterra  |                          | Eremburga del Maine                 |                               |  |  |       |  |  |                 |  |  |                  |  |
|                          |                          | Enrico I d'Inghilterra              | Guglielmo I d'Inghilterra     |  |  |       |  |  |                 |  |  |                  |  |
|                          |                          | Enrico I d'Inghilterra              | Guglielmo I d'Inghilterra     |  |  |       |  |  |                 |  |  |                  |  |
|                          |                          | Enrico I d'Inghilterra              | Matilde delle Fiandre         |  |  |       |  |  |                 |  |  |                  |  |
| Matilde d'Inghilterra    |                          | Enrico I d'Inghilterra              |                               |  |  |       |  |  |                 |  |  |                  |  |
|                          |                          | Matilde di Scozia                   | Malcolm III di Scozia         |  |  |       |  |  |                 |  |  |                  |  |
|                          |                          | Matilde di Scozia                   | Malcolm III di Scozia         |  |  |       |  |  |                 |  |  |                  |  |
|                          |                          | Matilde di Scozia                   | Margaret di Scozia            |  |  |       |  |  |                 |  |  |                  |  |
| Giovanni d'Inghilterra   |                          | Matilde di Scozia                   |                               |  |  |       |  |  |                 |  |  |                  |  |
|                          | Guglielmo IX d'Aquitania | Guglielmo VIII di Aquitania         |                               |  |  |       |  |  |                 |  |  |                  |  |
|                          | Guglielmo IX d'Aquitania | Guglielmo VIII di Aquitania         |                               |  |  |       |  |  |                 |  |  |                  |  |
|                          | Guglielmo IX d'Aquitania | Hildegarda di Borgogna              |                               |  |  |       |  |  |                 |  |  |                  |  |
| Guglielmo X di Aquitania | Guglielmo IX d'Aquitania |                                     |                               |  |  |       |  |  |                 |  |  |                  |  |
|                          |                          | Filippa di Tolosa                   | Guglielmo IV di Tolosa        |  |  |       |  |  |                 |  |  |                  |  |
|                          |                          | Filippa di Tolosa                   | Guglielmo IV di Tolosa        |  |  |       |  |  |                 |  |  |                  |  |
|                          |                          | Filippa di Tolosa                   | Emma di Mortain               |  |  |       |  |  |                 |  |  |                  |  |
| Eleonora d'Aquitania     |                          | Filippa di Tolosa                   |                               |  |  |       |  |  |                 |  |  |                  |  |
|                          |                          | Aimery I, Visconte di Châtellerault | Boson II de Châtellerault     |  |  |       |  |  |                 |  |  |                  |  |
|                          |                          | Aimery I, Visconte di Châtellerault | Boson II de Châtellerault     |  |  |       |  |  |                 |  |  |                  |  |
|                          |                          | Aimery I, Visconte di Châtellerault | Alienor de Thouars            |  |  |       |  |  |                 |  |  |                  |  |
| Aénor di Châtellerault   |                          | Aimery I, Visconte di Châtellerault |                               |  |  |       |  |  |                 |  |  |                  |  |
|                          |                          | Dangerose de l'Isle Bouchard        | Barthelemy de L'Isle Bouchard |  |  |       |  |  |                 |  |  |                  |  |
|                          |                          | Dangerose de l'Isle Bouchard        | Barthelemy de L'Isle Bouchard |  |  |       |  |  |                 |  |  |                  |  |
|                          |                          | Dangerose de l'Isle Bouchard        | Gerberge de Blaison           |  |  |       |  |  |                 |  |  |                  |  |
|                          |                          | Dangerose de l'Isle Bouchard        |                               |  |  |       |  |  |                 |  |  |                  |  |

### Esplicative
1. ↑  Soprannome dovuto al fatto che il padre Enrico II non gli aveva lasciato alcuna eredità.
2. ↑  Il termine "Impero angioino" è stato coniato dalla storica vittoriana Kate Norgate. In Norgate, 1887, p. 169.
3. ↑  Il contratto però non fu mai onorato per la morte di Alice, nel 1174.
4. ↑  Poco prima di morire si fece rivelare da Filippo II Augusto i nomi di chi l'aveva tradito, e fu molto rattristato nell'apprendere che il primo della lista era il suo beniamino Giovanni.
5. ↑  Questo provvedimento non entrò mai del tutto in vigore, perché Riccardo Cuor di Leone si preoccupò anzitutto della raccolta di denaro e di cavalieri per finire di pagare il suo riscatto e muovere guerra al re di Francia, Filippo II Augusto.
6. ↑  Solo nel 1207 Ottone ricevette da Giovanni un acconto dell'eredità.
7. ↑  Giovanni per una contesa che lo aveva opposto alla famiglia dei Lusignano era stato convocato di fronte alla corte. Il suo rifiuto a presentarsi ne aveva determinato la condanna.
8. ↑  Il papa Innocenzo III, in una lettera dell'inizio del 1203, intervenne presso Filippo II di Francia per evitare una guerra contro Giovanni.
9. ↑  Sembra che all'inizio del 1204 la corte di Parigi avesse di nuovo condannato Giovanni per l'omicidio di Arturo.
10. ↑  Giovanni fece opera di pressione sui monaci elettori affinché fosse nuovamente votato Giovanni Grey.
11. ↑  Filippo II Augusto, su richiesta di papa Innocenzo III preferì non intervenire direttamente in uno stato vassallo della Chiesa.
12. ↑  Enrico III divenne re d'Inghilterra all'età di nove anni e la cosa in Inghilterra non accadeva dai tempi di Etelredo II d'Inghilterra detto l'Inetto che fu re d'Inghilterra nel 978 all'età di dieci anni.
13. ↑  Guglielmo il Maresciallo aveva ricevuto l'incarico da Giovanni sul letto di morte.
14. ↑  I cronisti dell'epoca attribuirono a Giovanni Senza terra un notevole gusto per il libertinaggio e anche se si vuol riconoscere una certa tendenza all'esagerazione a questi storici, egli ebbe sicuramente parecchi figli illegittimi. Matteo Paris, un cronista dell'epoca, lo accusa di essere stato invidioso di molti dei suoi baroni e dei suoi parenti e di aver sedotto le loro mogli e sorelle più attraenti. Roger di Wendover descrive un episodio che si verificò quando Giovanni si era innamorato di Margaret, moglie di Eustachio de Vesci e figlia illegittima del re di Scozia Guglielmo I. Sapendo che quella notte il re sarebbe venuto nella camera da letto della moglie, Eustachio vi mise una prostituta al posto della stessa. Il mattino seguente, allorché Giovanni vantò la bravura di Margaret nel letto nuziale, Vesci rivelò il suo trucco e fuggì.
15. ↑  A essa furono attribuiti nella sua storia più nomi fra i quali Avisa, Hawise, Giovanna ed Eleonora.
16. ↑  Successivamente Isabella sposò Goffredo FitzGeoffrey de Mandeville, 2º conte di Ess, ed ebbe ancora quale terzo marito Hubert de Burgh.
17. ↑  Giovanni l'aveva rapita sottraendola al fidanzato Ugo X di Lusignano.

### Bibliografiche
1. ↑   Le Monarchie - Cronologia dei Regnanti d'Inghilterra - Re Plantageneti, su epertutti.com.
2. ↑  Bradbury, 2007, p. 353.
3. ↑  Turner, p. 23.
4. 1 2  Warren, p. 21.
5. ↑  Barlow, p. 275; Warren, p. 23.
6. ↑  Barlow, p. 284.
7. ↑  Barlow, p. 305.
8. ↑  Warren, p. 27.
9. ↑  Barlow, p. 281.
10. 1 2 3  Turner, p. 31.
11. 1 2  Warren, p. 26.
12. ↑  Turner, p. 31; Warren, p. 26.
13. ↑  McLynn, pp. 27, 77.
14. ↑  McLynn, p. 78.
15. ↑  Warren, p. 140.
16. ↑  Warren, p. 139; McLynn, p. 78; Danziger & Gillingham, p. 26.
17. ↑  McLynn, pp. 78, 94; Turner, p. 30.
18. 1 2 3 4 5 6 7 8 9 10  Il nome FitzRoy significa, in antico normanno, Figlio del re.